# Synodites consors
Synodites consors là một loài tò vò trong họ Ichneumonidae.